# Саверио Меркаданте
Джузепе Саверио Рафаеле Меркаданте (на италиански: Giuseppe Saverio Raffaele Mercadante) (16 септември, 1795 - 17 декември, 1870) е италиански композитор, предимно на опери.

## Жизнен път и творчество
Роден в Алтамура, близо до Бари (Апулиа), Меркаданте учи музика в Неапол и първоначално проявява интереси в инструменталните композиции. Окуражен от Джоакино Росини, той започва да пише за операта, придобивайки значителен успех с втората си творба Violenza e Constanza през 1820 г. Последвалите му три опери са в известна степен забравени, но възкресената Мария Стюарт, кралица на Шотландия (Maria Stuarda, Regina di Scozia) е издадена отново от звукозаписната компания Opera Rara през 2006 г. Последвалата му опера Елиза и Клаудио (Elisa e Claudio) си спечелва слава, на която се радва и през 20 век.
За различни периоди от време той работи във Виена, Мадрид, Кадис и Лисабон, но се завръща в Италия през 1831 г. Привлечен е от Росини в Париж през 1836 г., където композира I Briganti за оперните изпълнители Гризи, Рубини, Тамбурини и Лаблаш (Grisi, Rubini, Tamburini и Lablache). Докато е там, има възможност да чуе опери на Джакомо Майербер и Жак Халеви (Jacques-François-Fromental-Élie Halévy, 1799-1862), от които силно се повлиява, например в по-късната си творба „Еврейката“ („La Juive“), особено в засилване на драматичността.
След завръщането си в Италия през 1837 г. той композира едни от най-значимите си творби, като „Il Giuramento“, чиято премиера е в миланския оперен театър Ла Скала през същата година. Тези творби за постоянно го превръщат в един от най-активните композитори в Италия, въпреки че скоро е засенчен от операта „Сафо“ („Saffo“) на Джовани Пачини (Giovanni Pacini, 1796 – 1867) и няколко опери на Джузепе Верди, особено от „Ернани“ („Ernani“).
Някои от късните му творби, особено „Orazi e Curiazi“ също са напълно успешни. През 1840 г. той заема поста на директор на консерваторията на Неапол. След 60-годишната си възраст той влошава силно зрението си, което напълно губи през 1863 г. Умира в Неапол през 1870 г.
Десетилетие след кончината му творчеството му е забравено, но след Втората световна война неговите творби започват да бъдат възраждани. Въпреки това в наши дни славата му отстъпва на познати имена, като Гаетано Доницети и Винченцо Белини.

## Опери
Виж пълният списък с оперите на Меркаданте.

## Използвани източници
- Giuseppe de Napoli. La triade melodrammatica altamurana: Giacomo Tritto, Vincenzo Lavigna, Saverio Mercadante, Milan, 1952
- Biagio Notarnicola, Verdi non ha vinto Mercadante, Rome, 1955
- Santo Palermo. Saverio Mercadante: biografia, epistolario, Fasano, 1985
- Karen M. Bryan. „Mercadante's Experiment in Form: The cabalettas of Elena da Feltre“,  Donizetti Society Journal 6, London, 1988
- Gianluca Petrucci and Giacinto Moramarco. Saggi su Saverio Mercadante, Cassano Murge, 1992
- Michael Rose. „Mercadante: Essay“, в the New Grove Dictionary of Opera, vol. 3, pp. 334-339, 1993
- Thomas G. Kaufman. „Mercadante“, в International Dictionary of Opera, vol. 2 pp. 858-861, 1993
- Matteo Summa. Bravo Mercadante, Fasano, 1985
- Gianluca Petrucci Saverio Mercadante l'ultimo dei cinque re, Rome, 1995
- Thomas G. Kaufman. „Catalogue of the Operas of Mercadante-Chronology of Performances with Casts“, Bollettino dell Associazione Civica „Saverio Mercadante“ N. 1; Altamura, 1996
- Thomas G. Kaufman. „Mercadante and Verdi“,  The Opera Quarterly, vol. 13, No. 3, June 1997